# Daniel Westling
Daniel Westling Bernadotte (ur. 15 września 1973 w Örebro jako Olof Daniel Westling) – książę Szwecji i książę Västergötlandu jako mąż księżniczki koronnej, Wiktorii. Jest również doktorem honoris causa Instytutu Karolinska oraz założycielem i patronem En Frisk Generation (EFG) – organizacji zajmującej się promowaniem aktywnego trybu życia. Przed wstąpieniem do szwedzkiej rodziny królewskiej, które nastąpiło w wyniku jego ślubu w 2010 roku, był trenerem personalnym i właścicielem siłowni.
Od 2010 roku jego żoną jest księżniczka koronna (następczyni tronu) Szwecji, Wiktoria Bernadotte. Ma z nią dwoje dzieci – Stellę (ur. 2012) i Oskara (ur. 2016), którzy zajmują kolejno drugie i trzecie miejsce w linii sukcesji do szwedzkiego tronu.

## Życiorys

### Młodość
Olof Daniel Westling urodził się w Örebro 15 września 1973 roku, w dniu wstąpienia na tron szwedzki Karola XVI Gustawa, który później został jego teściem. Jego rodzice to Olle Gunnar Westling i Ewa Kristina Westring. Został ochrzczony w wierze luterańskiej w styczniu 1974 roku w kościele Almbly. Ma starszą siostrę – Annę Westling Söderström.
Niedługo po narodzinach jego rodzina przeniosła się do oddalonego o ok. 200 kilometrów od Sztokholmu Ockelbo. W 1987 roku para królewska odwiedziła to miasto, a przemówienie powitające przyszłych teściów Daniela wygłosił jego ojciec.
Był uczniem szkoły podstawowej Rabo i szkoły Perslunda w Ockelbo. Następnie uczęszczał do szkoły średniej Hammar w Sandviken, którą ukończył w 1991 roku. Później służył w szwedzkiej armii w Hälsinge regemente w Gävle.

### Związek z księżniczką Wiktorią
W 2000 roku, w związku z problemami z bulimią, księżniczka Wiktoria zaczęła korzystać z usług klubu fitness w centrum Sztokholmu, w którym zatrudniony był Daniel Westling. Para związała się ze sobą, a w 2002 roku, w związku ze zdjęciem całujących się Wiktorii i Daniela, media dowiedziały się o ich uczuciu. Następnego roku Daniel po raz pierwszy został sfotografowany z ojcem swojej partnerki, królem Karolem XVI Gustawem, w ruinach zamku Borgholm na Olandii. Po upublicznieniu tego faktu przez media para przestała ukrywać swój związek.
Początkowo uznawano, że para po jakimś czasie zdecyduje się rozstać. Panowało wówczas powszechne przekonanie, że trener fitness nie jest odpowiednim kandydatem na męża przyszłej królowej Szwecji. Związkowi Wiktorii i Daniela przeciwny był również sam król. Pod jego wpływem Daniel rozpoczął naukę języków obcych oraz etykiety. Wraz ze zmianą wizerunku, media zaczęły z czasem postrzegać Westlinga jako niemal idealnego kandydata na księcia. Karol XVI Gustaw również przekonał się do wybranka swojej najstarszej córki.
Ponieważ Westling cierpiał na wadę wrodzoną (niedziedziczną) powodującą zaburzenia czynności nerek, trzy miesiące po zaręczynach, 28 maja 2009, przeszedł przeszczep nerki w Instytucie Karolinska. Jego dawcą został jego ojciec, Olle Westling.

### Mąż następczyni tronu

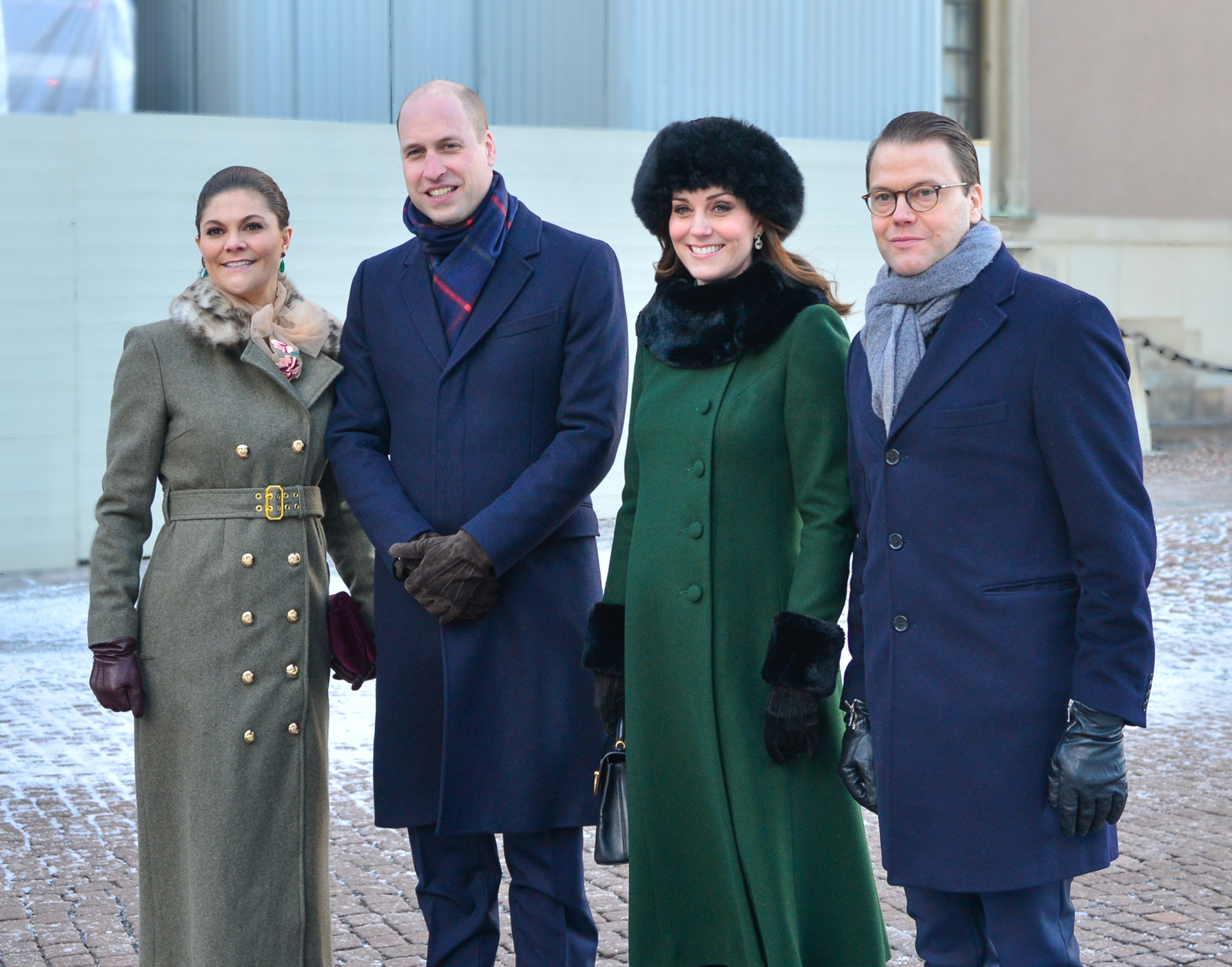
Wiktoria i Daniel w czasie wizyty księcia i księżnej Cambridge w Szwecji (2018)

W wyniku ślubu z Wiktorią w 2010 roku Daniel stał się księciem, a zarazem najprawdopodobniej mężem przyszłej królowej Szwecji. W związku z tym odbywa on bardzo wiele wizyt i spotkań. Jest również patronem bardzo wielu organizacji.
Daniel przykłada ogromną wagę do kwestii zdrowotnych oraz zachęcania Szwedów do ćwiczeń i uprawiania sportu. Pod koniec kwietnia 2022 roku za swoją działalność na tę rzecz otrzymał tytuł doktora honoris causa Instytutu Karolinska. W uzasadnieniu podano, że książę „długo i aktywnie interesuje się zdrowiem publicznym i przez lata intensywnie pracował nad podnoszeniem świadomości potrzeby promowania zdrowszego stylu życia wśród dzieci i nastolatków, zmniejszania dysproporcji zdrowotnych oraz wspierania badań medycznych i edukacji”.

## Życie prywatne

### Małżeństwo
24 lutego 2009 dwór królewski oficjalnie poinformował o zaręczynach księżniczki Wiktorii i Daniela Westlinga. Otrzymali oficjalne zezwolenie na zaręczyny od króla Szwecji Karola XVI Gustawa i rządu Szwecji. Takie zezwolenie jest konieczne, zgodnie z warunkami szwedzkiej ustawy o sukcesji.

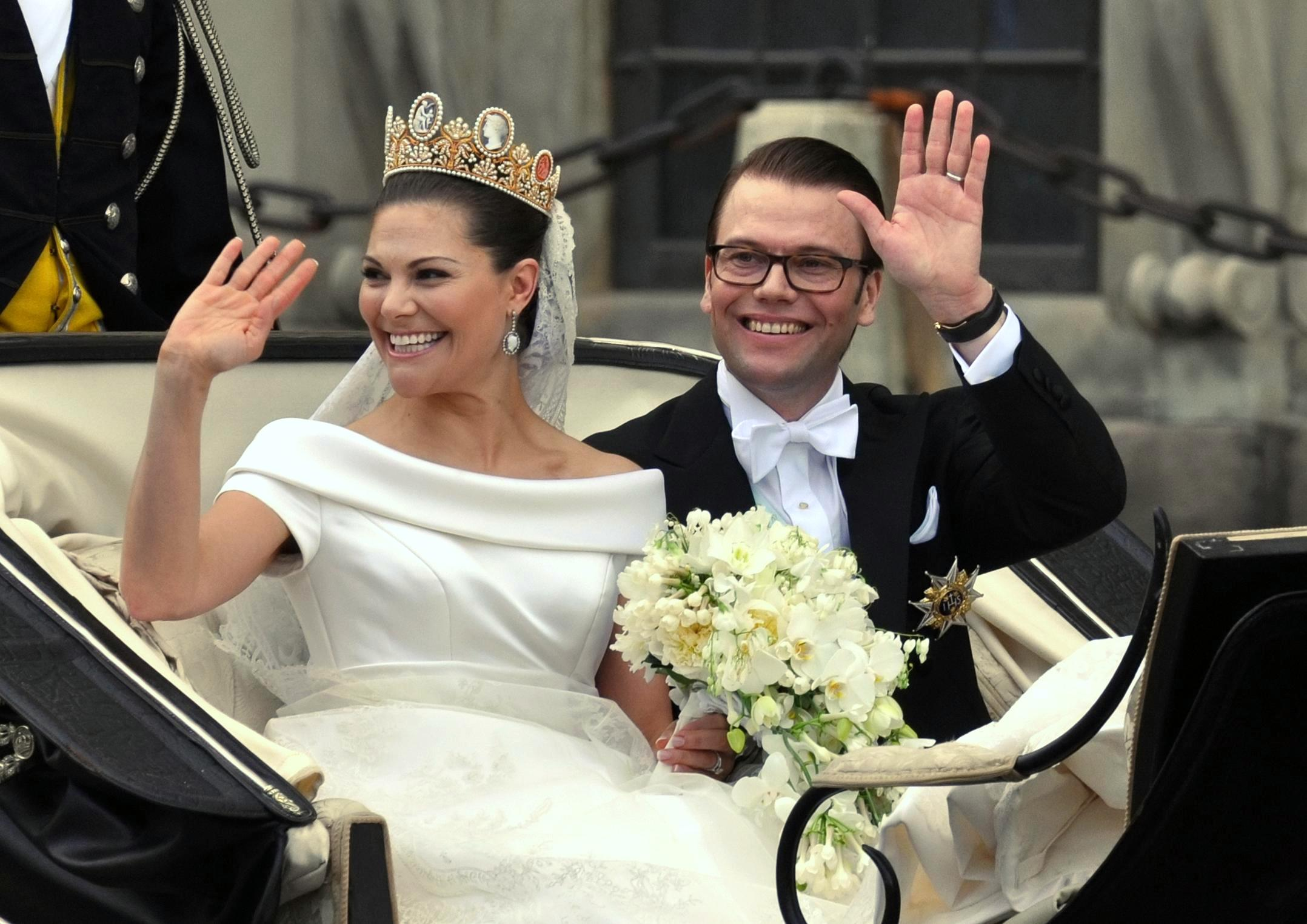
Daniel z żoną w dniu ślubu (2010)

Ślub odbył się 19 czerwca 2010 roku, w 34. rocznicę zaślubin jej rodziców. Ceremonia odbyła się w Kościele św. Mikołaja w Sztokholmie (szw. Storkyrkan, dosłownie „wielki kościół”). Wiktorię ubraną w klasyczną, białą suknię do ołtarza poprowadził ojciec, król Karol Gustaw XVI. Doszli jednak tylko do połowy świątyni, w drugiej części księżniczka szła po błękitnym dywanie razem z Danielem Westlingiem. W ten sposób rodzina królewska wybrnęła z niewygodnej sytuacji: wcześniej przedstawiciele luterańskiego Kościoła Szwedzkiego zwracali uwagę, że „prowadzenie córki przez ojca do ołtarza jest sprzeczne ze szwedzką tradycją równouprawnienia”.
W wyniku zawarcia małżeństwa Westling zyskał tytuł Jego Królewskiej Wysokości księcia Szwecji, księcia Västergötlandu. Jesienią 2010 roku para przeniosła się do pałacu Haga, który stał się ich oficjalną rezydencją.
Na początku 2022 roku w mediach pojawiły się pogłoski o tym, że małżeństwo księżniczki przechodzi poważny kryzys spowodowany zdradą jednego z małżonków i następczyni tronu oraz jej mąż mają w planach wnieść pozew o rozwód. 19 lutego 2022 roku Wiktoria i Daniel postanowili odnieść się do tych informacji i wydali oficjalne oświadczenie, w którym stwierdzili: „W normalnych przypadkach nie komentujemy plotek i spekulacji. Ale aby chronić naszą rodzinę, chcemy raz na zawsze wyjaśnić, że plotki, które teraz się rozchodzą, są całkowicie bezpodstawne”. 

### Potomstwo

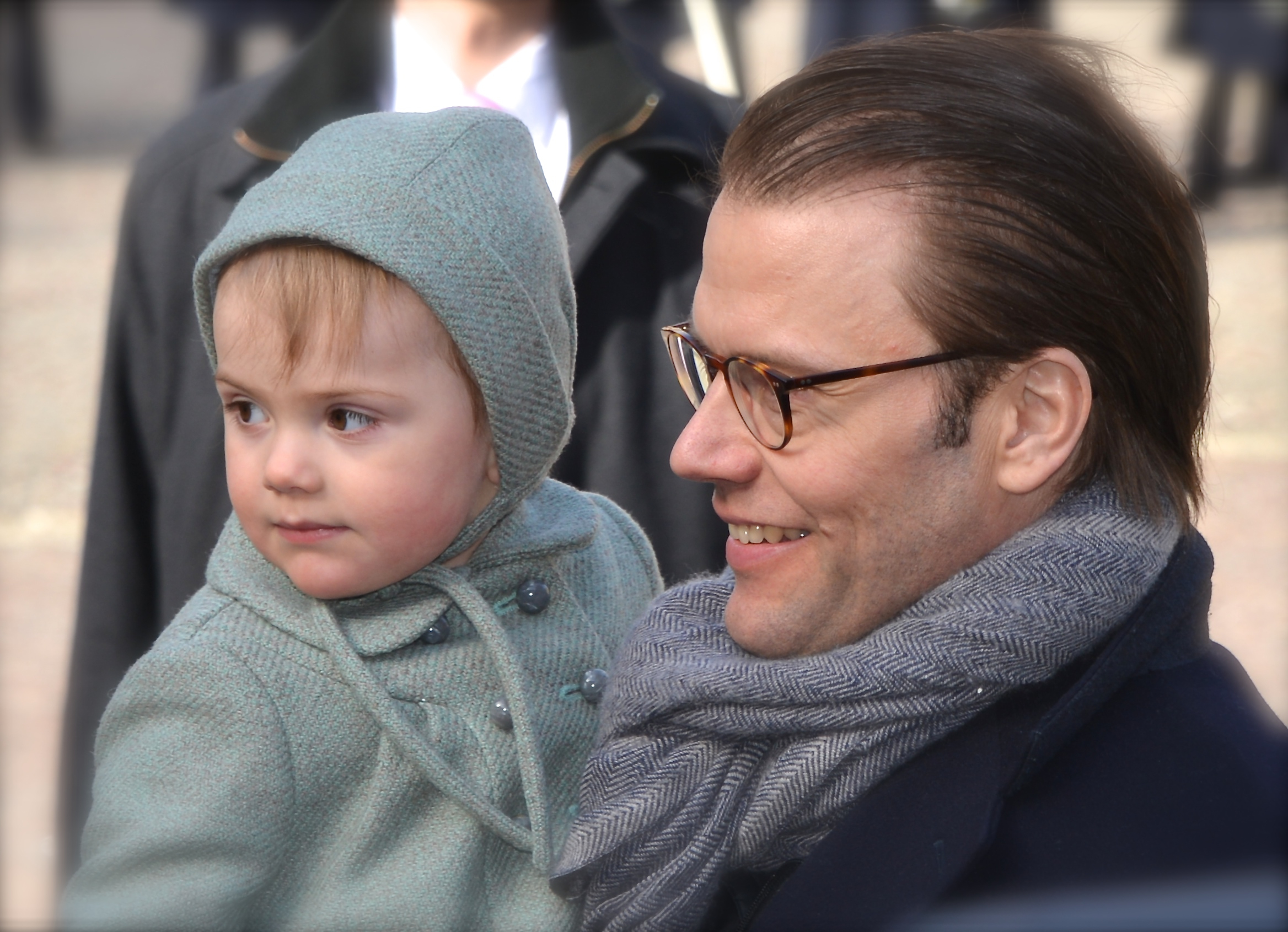
Daniel z córką, Stellą (2014)

17 sierpnia 2011 roku ogłoszono, że następczyni tronu i jej mąż spodziewają się swojego pierwszego dziecka. Poród planowany był na marzec następnego roku. 23 lutego 2012 roku Wiktoria urodziła córkę. Następnego dnia poinformowano, że dziewczynka otrzymała imiona Stella Sylwia Ewa Maria (szw. Estelle Silvia Ewa Mary) oraz tytuł księżnej Östergötlandu.
9 września 2015 roku ogłoszono, że para spodziewa się swojego drugiego dziecka. 2 marca 2016 roku na świat przyszedł pierwszy syn pary. Następnego dnia, podczas posiedzenia rządu, król Karol XVI Gustaw, poinformował, że chłopiec otrzymał imiona Oskar Karol Olaf (szw. Oscar Carl Olof) oraz tytuł księcia Skanii. 

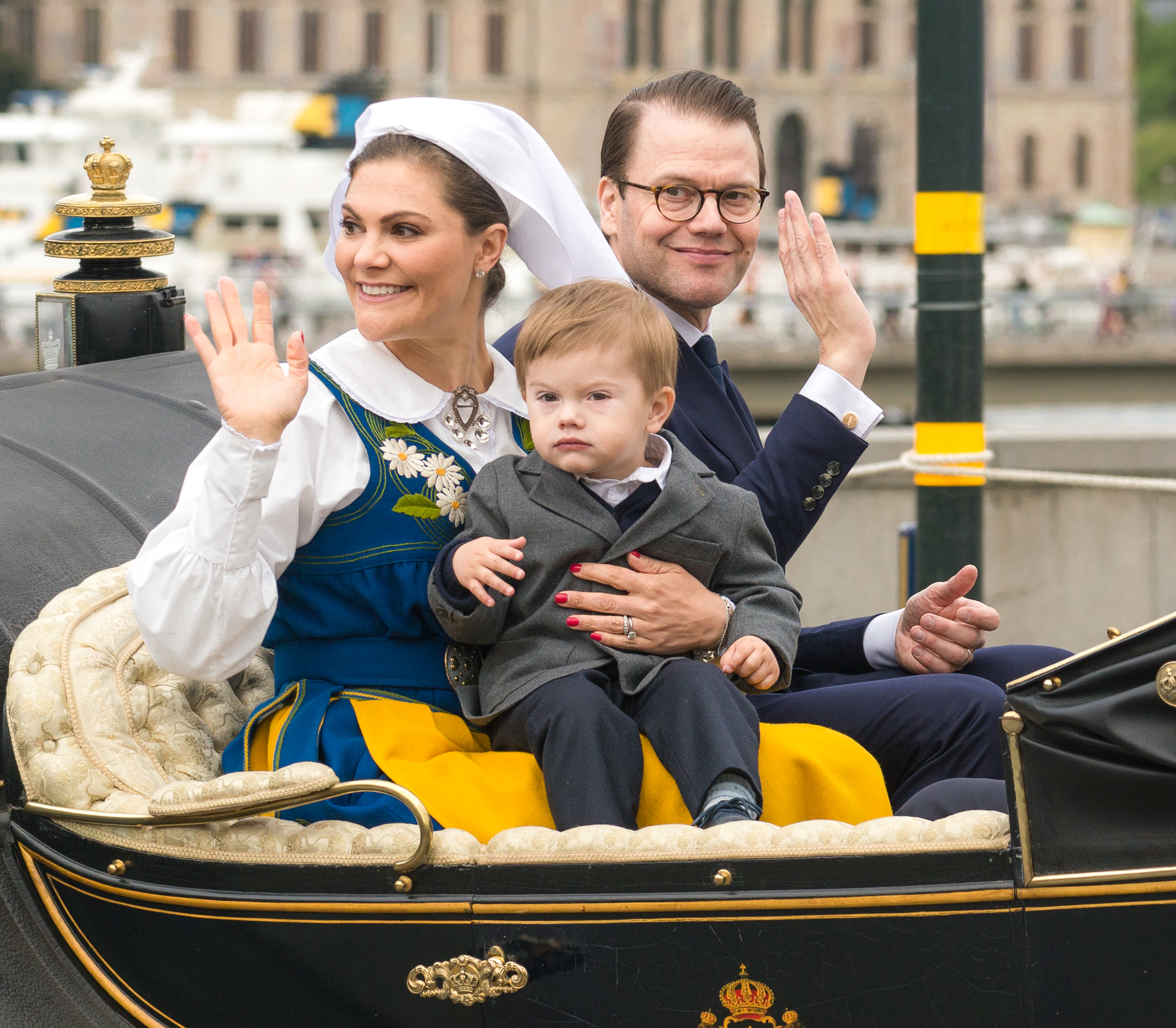
Daniel z żoną i synem podczas Święta Narodowego Szwecji (2018)

## Tytulatura
15 września 1973 – 19 czerwca 2010: Daniel Westling
Od 19 czerwca 2010: Jego Królewska Wysokość książę Daniel, książę Västergötlandu

## Odznaczenia[31]
- Order Królewski Serafinów (Szwecja) – 2010
- Order Bernardo O’Higginsa (Chile)
- Order Krzyża Ziemi Maryjnej (Estonia)
- Order Białej Róży Finlandii (Finlandia)
- Order Zasługi Cywilnej (Hiszpania) – 2021[32]
- Order Korony (Holandia) – 2022[33]
- Order Sokoła Islandzkiego (Islandia) – 2018[34]
- Order Zasługi Republiki Włoskiej (Włochy)
- Order Zasługi Republiki Federalnej Niemiec (Niemcy)

## Genealogia
W związku z jego zaręczynami z Wiktorią szwedzkie Archiwa Królewskie opublikowały informacje o przodkach Daniela Westlinga. Większość z nich stanowili rolnicy w prowincji Hälsingland. Jego dziadek Anders Westling (1900-1980) otrzymał nazwisko Westling po matce. W czerwcu 2010 genealog Björn Engström opublikował listę przodków Westlinga od XIV wieku i wykazał, że Daniel wywodzi się z niektórych średniowiecznych rodów z rejonu kopalni w Falun, m.in. Svinhufvud.

| Prapradziadkowie                       | Anders Andersson ∞ Karin Hansdotter | Nils Westling ∞ Margta Jansdotter | Nils Borg ∞ Margta Andersdotter | Johan Båth ∞ Karin Nilsdotter | Johan Westring ∞ Anna Håkansdotter Wiklund | Samuel Samuelsson ∞ Kerstin Mårtensdotter | Johannes Hugg ∞ Brita Eriksdotter | Jonas Jonsson ∞ Anne Eriksdotter |
| Pradziadkowie                          | Anders Andersson ∞ Brita Westling   | Anders Andersson ∞ Brita Westling | Anders Borg ∞ Anna Båth         | Anders Borg ∞ Anna Båth       | Johan Westring ∞ Anna Westring             | Johan Westring ∞ Anna Westring            | Johan Hugg ∞ Kristina Jonsdotter  | Johan Hugg ∞ Kristina Jonsdotter |
| Dziadkowie                             | Anders Westling ∞ Frida Borg        | Anders Westling ∞ Frida Borg      | Anders Westling ∞ Frida Borg    | Anders Westling ∞ Frida Borg  | John Westring ∞ Nanny Hugg                 | John Westring ∞ Nanny Hugg                | John Westring ∞ Nanny Hugg        | John Westring ∞ Nanny Hugg       |
| Rodzice                                | Olle Westling ∞ Ewa Westring        | Olle Westling ∞ Ewa Westring      | Olle Westling ∞ Ewa Westring    | Olle Westling ∞ Ewa Westring  | Olle Westling ∞ Ewa Westring               | Olle Westling ∞ Ewa Westring              | Olle Westling ∞ Ewa Westring      | Olle Westling ∞ Ewa Westring     |
| Daniel Westling (ur. 15 września 1973) |                                     |                                   |                                 |                               |                                            |                                           |                                   |                                  |